# Peter Benenson
Peter Benenson – nato Peter James Henry Solomon – (Londra, 31 luglio 1921 – Oxford, 25 febbraio 2005) è stato un attivista, avvocato e filantropo britannico, fondatore di Amnesty International, una delle principali organizzazioni mondiali che si occupano di diritti umani.

## Biografia
Peter Benenson nacque a Londra da una famiglia ebraica benestante. Era il nipote del banchiere ebreo-russo Grigori Benenson e figlio dell'ereditiera Flora Benenson Solomon, che allevò il figlio da sola dopo la morte del marito, Harold Solomon, colonnello dell'esercito britannico, avvenuta quando Peter aveva nove anni. Da bambino ebbe come insegnante privato il poeta Wystan Hugh Auden e successivamente frequentò i college di Eton e Oxford. Il suo impegno civile cominciò presto: già nel periodo scolastico si occupa della sorte di alcuni bambini ebrei tedeschi in fuga dalla Germania nazista e degli orfani della guerra civile spagnola.
Dopo aver servito come volontario non combattente l'esercito britannico, durante la seconda guerra mondiale, durante la quale lavorò nell'ufficio stampa del Ministero dell'Informazione, si laureò poi in legge e si iscrisse al Partito laburista nel dopoguerra. Incaricato dai sindacati inglesi, lavorò in Spagna per la difesa di alcuni sindacalisti sotto processo durante il regime di Francisco Franco, riuscendo a farli assolvere. Si occupò anche, tra l'altro, di mandare osservatori nell'Ungheria invasa dall'URSS nel 1956. Fondò poi, con altri avvocati, il gruppo JUSTICE, che offriva l'assistenza legale a persone i cui diritti non erano garantiti. Nel 1958 si recò in Italia, per la convalescenza da una malattia che lo aveva colpito. Nello stesso anno si convertì al cattolicesimo.

### Amnesty International
È stato nel 1961 il fondatore di Amnesty International e da allora divenne un paladino dei diritti civili famoso in tutto il mondo.

Scelse come simbolo della sua associazione una candela nel filo spinato:
(Peter Benenson)
 Egli ideò il motto «Questa candela non brucia per noi, ma per tutte quelle persone che non siamo riusciti a salvare dalla prigione, che sono state uccise, torturate, rapite, o sono "scomparse". Per loro brucia la candela di Amnesty International».
Benenson decise di fondare l'organizzazione umanitaria dopo aver letto su un quotidiano - rimanendone scosso - la notizia della condanna a sette anni di reclusione per due studenti portoghesi, colpevoli di aver fatto un brindisi augurale in nome della libertà, in riferimento all'indipendenza dell'impero coloniale portoghese, durante il periodo del regime dittatoriale di António de Oliveira Salazar.
Benenson scrisse una lettera all'editore del giornale The Observer, David Astor, che il 28 maggio del 1961 decise di pubblicarla accanto ad un articolo intitolato "I prigionieri dimenticati" ("The forgotten prisoners"). Nella missiva, Benenson chiedeva ai lettori di scrivere a loro volta lettere a sostegno degli studenti imprigionati e di altri prigionieri di coscienza. La reazione fu talmente vasta che ben presto gruppi di autori di lettere a sostegno della causa dei due giovani portoghesi vennero costituiti in una dozzina di paesi.
Nel 1966, dopo uno scandalo di torture inflitte ad attivisti irlandesi da parte delle forze armate britanniche, Benenson accusò i servizi segreti inglesi di essersi infiltrati in Amnesty e presentò una relazione in questo senso, che chiedeva lo spostamento della sede in un paese neutrale ma che venne respinta dalla direzione. Così si dimise e decise di abbandonare l'attivismo nella sua associazione per protesta, ritirandosi a vita privata, anche se poi si riappacificò con parte del gruppo dirigente, del quale faceva parte anche Seán MacBride; tuttavia non smise mai le sue lotte per i diritti umani e si riavvicinò poi al movimento tra gli anni ottanta e gli anni novanta, ma non assunse più un ruolo operativo o dirigenziale.

### Altri movimenti fondati
Nei primi anni '80 fondò un gruppo a favore dei rifugiati, Nevermore ("mai più"), un'associazione in supporto ai malati di celiachia, e il gruppo Associazione di Cristiani contro la tortura, oltre a un team di supporto agli orfani e alle vittime del regime di Ceausescu e una fondazione, la Benenson Society.

### Vita privata e ultimi anni
Peter Benenson si sposò due volte: con Margaret Anderson, da cui ebbe due figlie, divorziando nel 1972, e con Susan Booth nel 1973, dalla quale ebbe un figlio e una figlia.
Benenson morì nel 2005. La notizia della morte, avvenuta all'età di 83 anni, a causa di complicazioni di una polmonite, il 25 febbraio 2005 all'ospedale John Radcliff di Oxford, è stata data dalla stessa Amnesty International. Il bollettino medico dell'ospedale inglese si è limitato laconicamente ad annunciare la morte del legale esperto in diritti civili, avvenuta alle ore 22:45, ora locale di Oxford.

## Onorificenze
- Gandhi Peace Award (1978)
- Britain Pride Award (2001)

## Cultura di massa

### Brani musicali dedicati
- La canzone If Everyone Cared (2006) del gruppo canadese Nickelback.
- Il brano Nevermore di Andrea Pellegrini è dedicato a Peter Benenson; Orchestra Jazz Atipica Bonamici Group_One, CD Interferenze, NJI Nuovo Jazz Italiano 2003.